# Dia Nacional de Luta da Pessoa com Deficiência
O Dia Nacional de Luta da Pessoa com Deficiência foi instituído por iniciativa de movimentos sociais, em 1982, e oficializado pela Lei Nº 11.133, de 14 de julho de 2005. A data foi escolhida para coincidir com o Dia da Árvore, representando o nascimento das reivindicações de cidadania e participação em igualdade de condições.
Essa data foi escolhida por ser próxima ao início da Primavera (23 de setembro) e coincide com o Dia da Árvore, datas que representam o renascer das plantas, que simbolizam o sentimento de renovação das reivindicações em prol da cidadania, inclusão e participação plena na sociedade. Foi Cândido Pinto de Melo, um ativista do movimento das pessoas com deficiência, que propôs, no início da década de 80, esta data. Cândido foi um dos fundadores do Movimento pelos Direitos das Pessoas Deficientes – MDPD, organização de pessoas com deficiência que já se reuniam mensalmente desde 1979, e discutiam propostas de intervenções para a transformação da sociedade paternalista e da ideologia assistencialista.
Em 2008, o Brasil ratificou a Convenção sobre os Direitos das Pessoas com Deficiência, adotada pela Organização das Nações Unidas (ONU) e o Protocolo Facultativo, e o documento obteve aqui equivalência de emenda constitucional. Da convenção, surgiu a Lei Brasileira de Inclusão (LBI), que trata os objetivos de forma mais concreta.
De acordo com o Censo 2010 do Instituto Brasileiro de Geografia e Estatística (IBGE), mais de 45 milhões de brasileiros possuem algum tipo de deficiência. Nas escolas, segundo dados do Ministério da Educação e Cultura (MEC), o acesso de pessoas com deficiência aumentou 381% entre 2003 e 2014. Nesse intervalo, o número de matrículas de pessoas com deficiência (PcD) saltou de 145.141 para 698.768.